# Øvre Eikers kommun
Øvre Eikers kommun (norska: Øvre Eiker kommune) är en kommun i Buskerud fylke i sydöstra Norge. Kommunens centralort är staden Hokksund. Angränsande kommuner är Kongsberg, Flesberg, Sigdal, Modum, Lier, Drammen och Holmestrand.  

## Administrativ historik
Øvre Eikers kommun upprättades den 1 juli 1885 när den dåvarande kommunen Eiker delades i två och de båda kommunerna Øvre Eiker respektive Nedre Eiker bildades. Kommunen hade 8 124 invånare vid upprättandet.
Mellan 1954 och 1965 genomfördes ett antal gränsregleringar med grannkommuner:
- 24 september 1954: bebott område (140 invånare) till Nedre Eikers kommun
- 1 januari 1964: bebott område (13 invånare) från Flesbergs kommun
- 1 januari 1965: obebott område från Nedre Eikers kommun
- 1 januari 1965: obebott område till Nedre Eikers kommun

## Historiska platser
Nøstetangen Norska Glasmuseet ligger i den gamla magistratsgården i Hokksund och presenterar glaskonst både från Norges första glasbruk, som låg på Nøstetangen nära Hokksund, och från andra glasbruk och glaskonstnärer.
Haug kyrka i Hokksund har varit Eikers huvudkyrka sedan urminnes tider.
Fiskums gamla kyrka byggdes omkring 1240 i sten och har 150 sittplatser.
Fossesholm ligger vid Vestfossen och är en herrgård i 1700-talsstil, med en lång och spännande historia.
Under vikingatiden var det maktsäte här och Hoenskatten, Nordeuropas största guldskatt från denna tid, hittades vid Hokksund

## Tätorter
I Øvre Eikers kommun finns sju tätorter:
- Darbu
- Drammen (del av, omfattar centralorten Hokksund)
- Ormåsen
- Skotselv (del av)
- Stevning
- Vestfossen
- Åmot/Geithus (del av)

## Socknar
Inom Norska kyrkan är Øvre Eikers kommun indelad i fyra socknar:
- Bakke socken
- Fiskums socken
- Haugs socken
- Vestfossens socken

Socknarna ingår i Eikers prosteri i Tunsbergs stift.

## Bilder

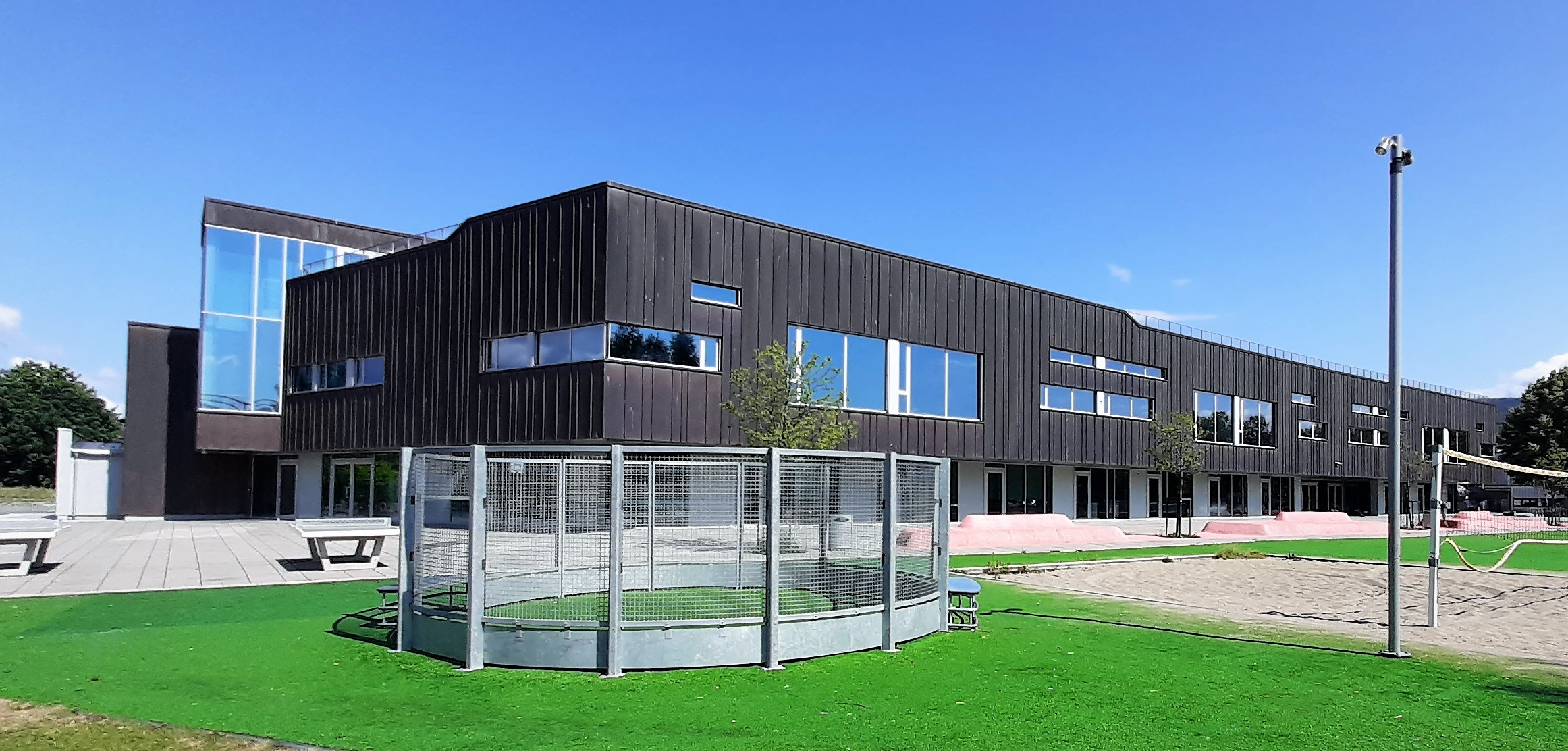
Hokksunds högstadium.
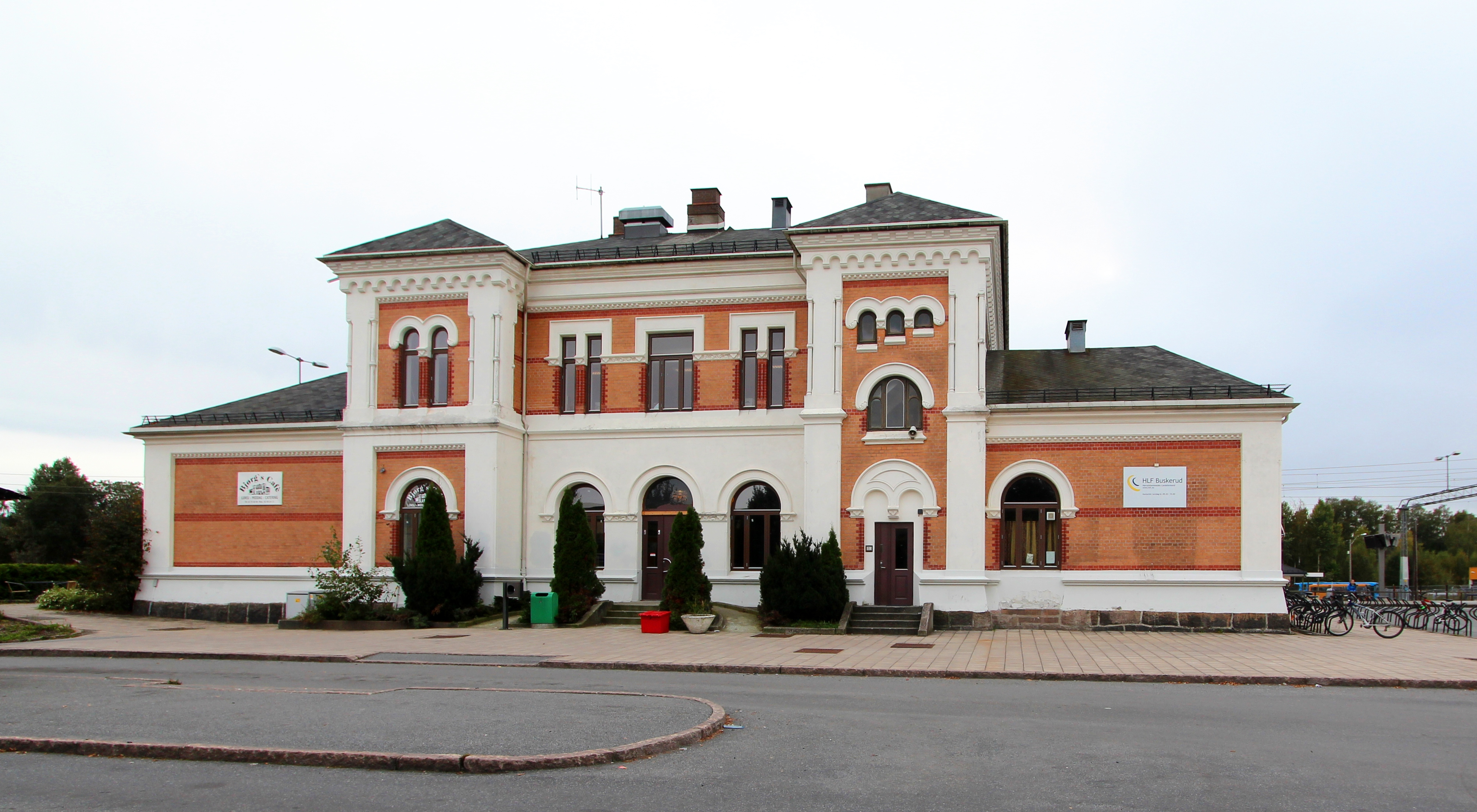
Hokksunds järnvägsstation.
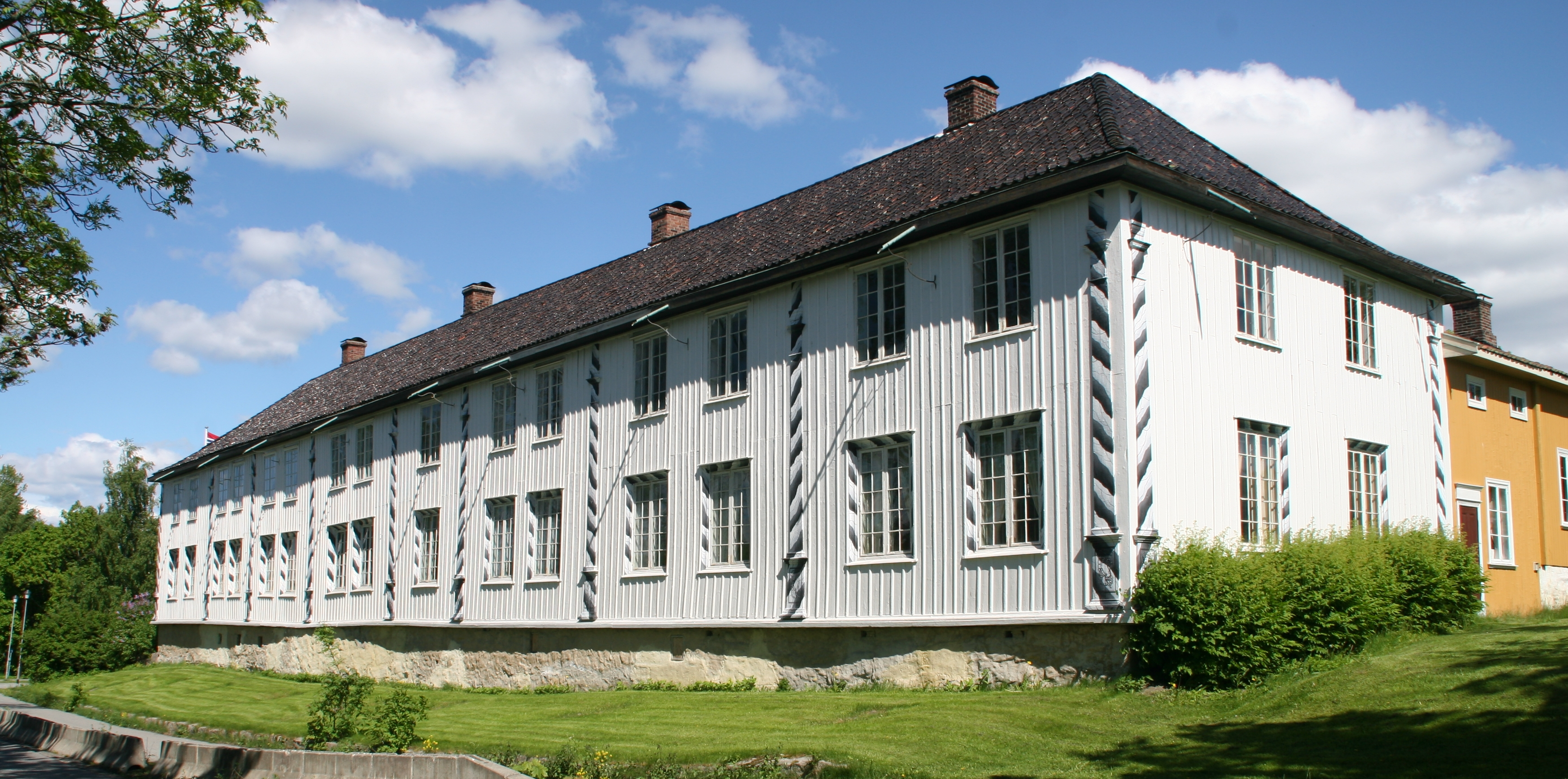
Fossesholm.
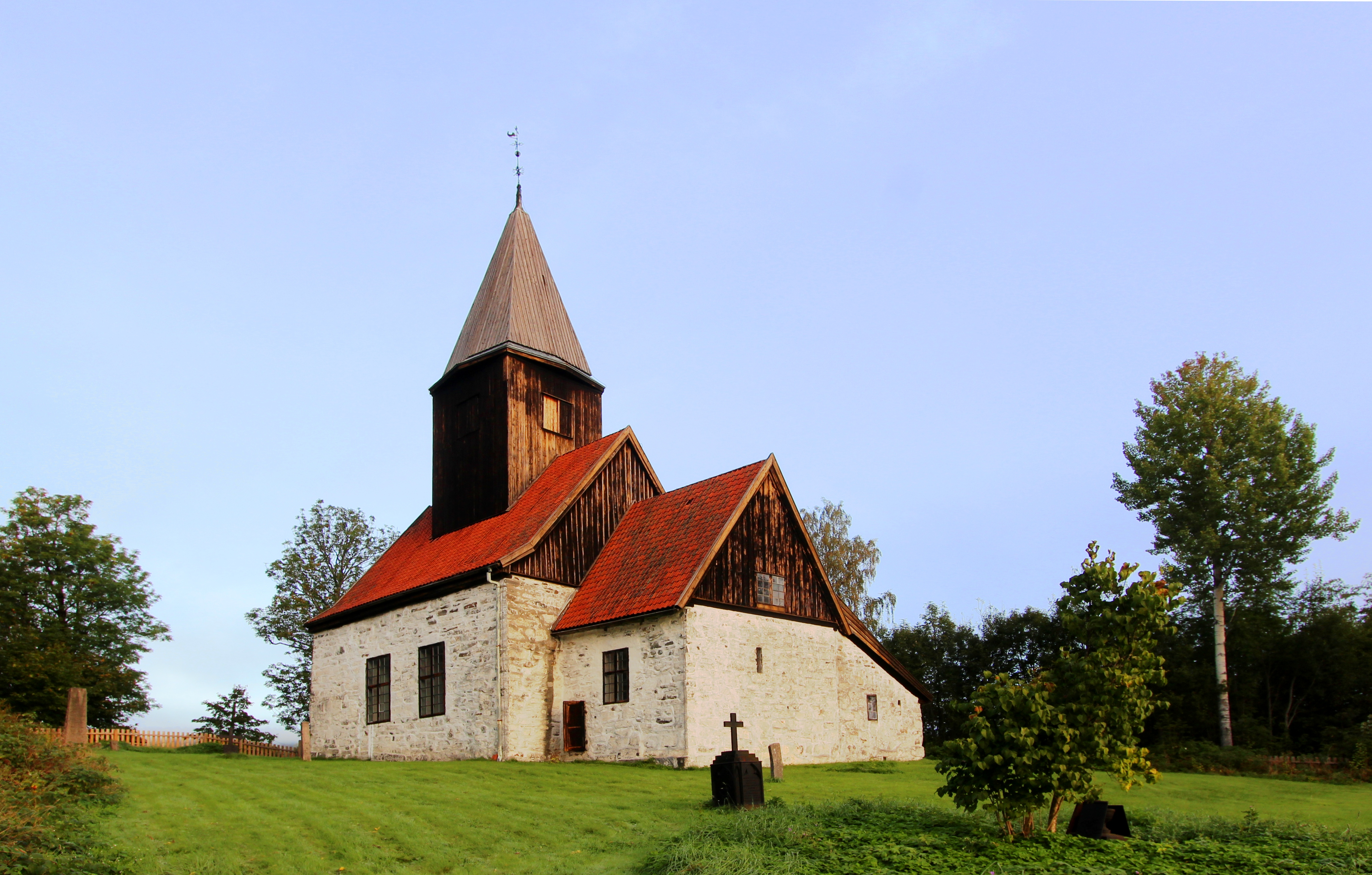
Fiskums gamla kyrka.
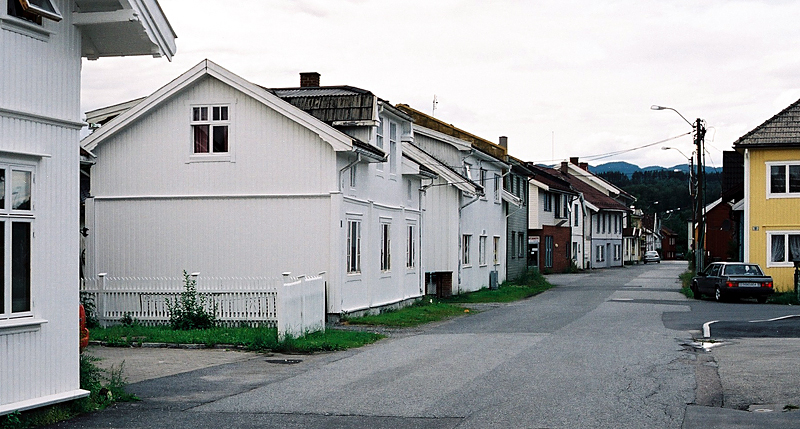
Storgatan i gamla Hokksund.
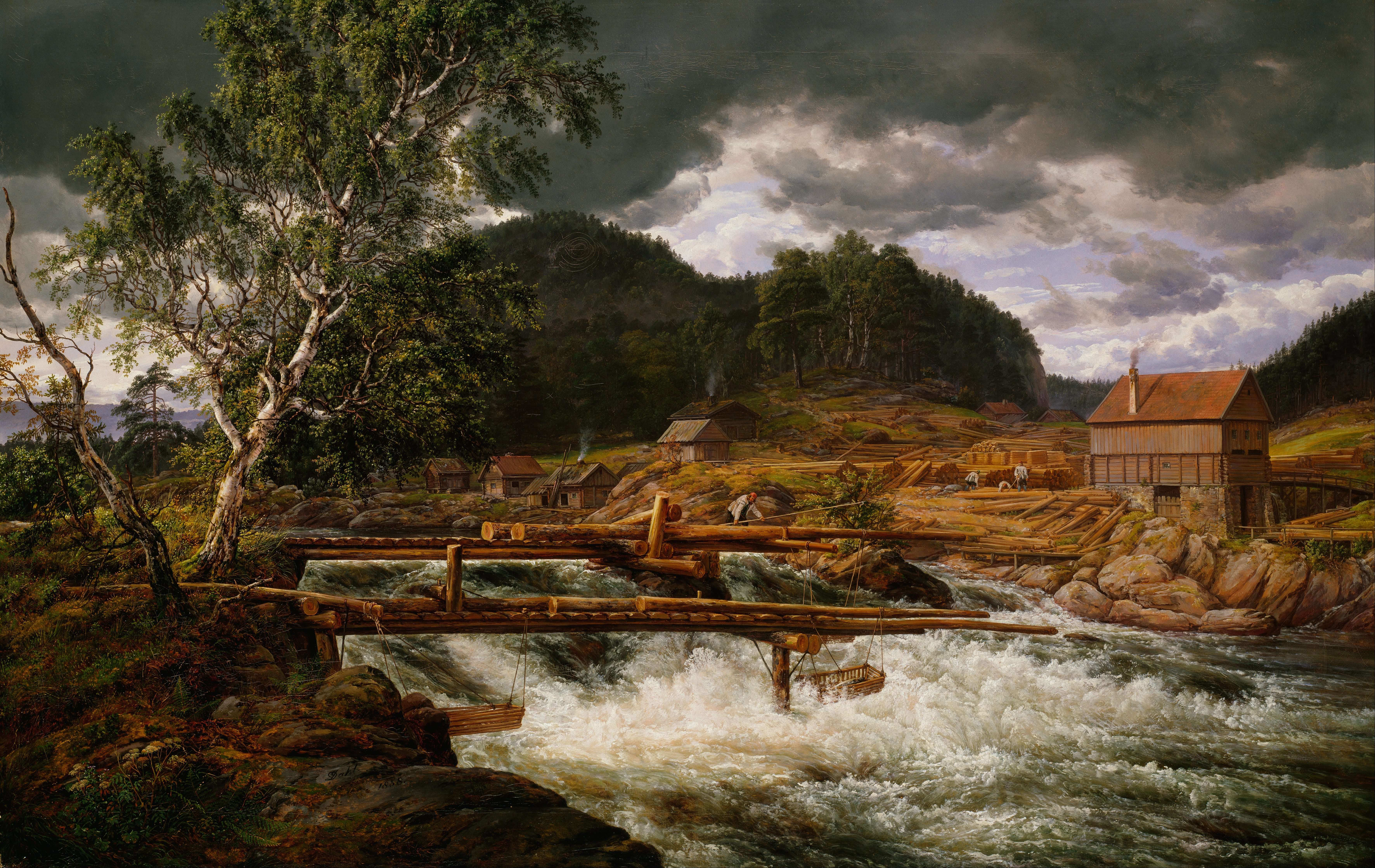
J. C. Dahl - Målning av Hellefossen - 1838.
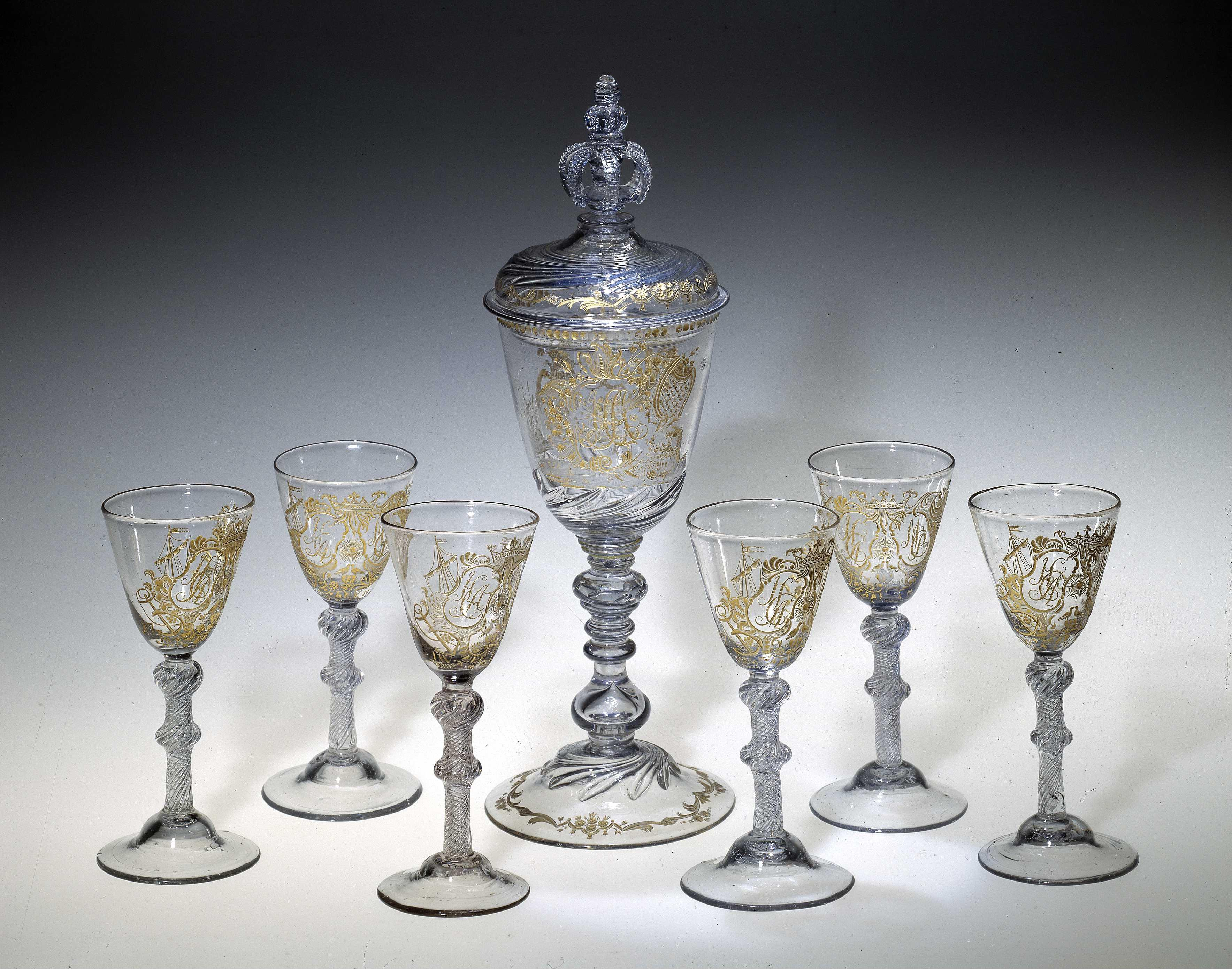
Nøsttangens glasbruk.